# 15-та окрема мотострілецька бригада (РФ)
15-та окрема гвардійська мотострілецька Олександрійська бригада (15 ОМСБр, в/ч 90600) — механізоване з'єднання Збройних сил Російської Федерації, що має спеціалізацію миротворчих військ. Пункт дислокації — с. Рощинське Самарської області. Перебуває у складі 2-ї гвардійської загальновійськової армії Центрального військового округу.
У 2014 році бригада брала участь у війні проти України, воювала на Луганщині. 2022 року бригада брала участь у повномасштабному вторгненні РФ в Україну. 

## Історія
Бригада створена 1 лютого 2005 року на базі 589-го окремого гвардійського мотострілецького полку.

### Війна в Грузії
З грудня 2005 року по листопад 2008 року 15-та «миротворча» бригада перебувала в зоні грузино-абхазького конфлікту. Брала участь в російській агресії проти Грузії в серпні 2008 року.

### Війна на сході України
Відкриті джерела надають інформацію про участь окремих військовослужбовців та цілих з'єднань у бойових діях на Донбасі. Техніка бригади, що діяла на території Луганської області іноді відмічалася написами «ЛНР».
Військовослужбовці бригади поряд з БТР із нанесеним написом «ЛНР» були сфотографовані на фоні колони 240-мм самохідних мінометів 2С4 «Тюльпан» Імовірно, міномети належали 19-му артилерійському дивізіону.
19-20 серпня 2014 року підрозділи бригади разом зі з'єднаннями 234 ДШП брали участь у боях під Георгіївкою.
У кінці жовтня — вересні 2014 року військовослужбовці бригади були зафіксовані в районі Ізвариного, Георгіївки, Лутугіне, села Піонерське, а також в окупованому Краснодоні та в інших місцях Луганської області.
З'єднання також фіксувалося у прикордонних з Україною районах Ростовської області РФ.
Контрактник бригади Ренат Закіров у своєму профілі соцмережі публікував фото загиблих товаришів по службі, період публікації фото збігається з боями за Донецький аеропорт. Інший контрактник бригади Рустам Нуржанов був зафіксований по обидва боки кордону — і в базовому таборі в Каменському районі Ростовської області, і в м. Краснодоні (Луганська обл.) Фотодокази в профілі іншого військовослужбовця цієї бригади — Євгенія Іванова — розкривають алгоритм вторгнення російських окупантів у 2014 році від перекидання в прикордонні з Україною райони до перевтілення в «бунтівних шахтарів»: зафарбовані тактичні знаки на техніці, нестатутна форма одягу, білі нарукавні ідентифікаційні пов'язки, а також бойові медалі, отримані за результатами «відрядження». Сержант 15 ОМСБр Каширцев Анатолій Костянтинович опублікував своє селфі, зроблене на фоні дорожнього знаку початку населеного пункту Луганське. Командир відділення Олексій Козлов опублікував фотодоказ участі у війні проти України у вигляді вигаданого російською пропагандою «ополченця», а після повернення з війни в Росію він продовжив свою кар'єру в ЗС РФ. Після публікації інформації про воєнні злочини цієї бригади, військовослужбовці 15 ОМСБр намагаються зачистити свої профілі, щоб приховати докази російської агресії.
Штаб АТО на брифінгу 11 березня 2015 р. заявив, що частини 15 ОМСБр діють в районі м. Луганська. 17 квітня 2015 року, начальник ГШ ЗС України Віктор Муженко заявив, що підрозділи 15-ї бригади досі залишаються на території окупованого Донбасу.
Станом на травень 2021 р., InformNapalm у 14 дослідженнях встановив поіменно 40 військовослужбовців бригади, які виконували бойові завдання на території України.
В 2019 році бригаді присвоєно почесне найменування «Олександрійська».

### Друга Карабаська війна
10 листопада 2020 року частини бригади були введені в Нагірний Карабах в рамках проведення миротворчої операції.

### Вторгнення РФ в Україну 2022 року
2022 року бригада брала участь у повномасштабному вторгненні РФ в Україну. 4 березня 2022 року бригада вела бої в районі населенного пункту Перемога Броварського району Київської області. В селі російські військові обладнали камеру тортур і розстріляли п'ятьох мирних жителів села. Наказ про вбивство віддали командир батальйону та помічник командира, які служили у 15-й бригаді.
Українська прокуратура звинувачує військовослужбовців бригади у серії зґвалтувань в одному із сіл у Броварському районі під Києвом у середині березня 2022 року, у якій взяли участь 12 військових бригади. Двоє ідентифікованих снайперів із цієї групи, за даними із соцмереж, загинули.
Згідно з розповідями свідків злочинів, зібраними The Wall Street Journal, бригада разом із двома іншими підрозділами РФ з кінця лютого стояла у селищі Новий Биків Чернігівської області, де військові катували місцевих мешканців та вбили як мінімум трьох із них. Українська прокуратура вже порушила проти них справи про воєнні злочини за затримання, вбивства та зникнення громадян України.

## Склад
- управління;
- 3 мотострілецькі батальйони;
- танковий батальйон;
- розвідувальний батальйон;
- інженерно-саперний батальйон;
- батальйон управління;
- ремонтно-відновлювальний батальйон;
- батальйон матеріального забезпечення;
- ракетний дивізіон;
- ракетно-артилерійський дивізіон;
- снайперська рота;
- рота БПЛА;
- рота РХБЗ;
- рота РЕБ;
- комендантська рота;
- медична рота;
- взвод управління;
- взвод РЛ розвідки начальника ППО;
- взвод управління начальника розвідки;
- взвод інструкторів;
- взвод тренажерів;
- полігон;
- оркестр[41]

## Командування
- (2005—2008) Кузовльов Сергій Юрійович;
- (2013—2014) полковник Герасимов Віталій Петрович;
- (2014—2016) полковник Захаров Микола Олександрович;
- (2020 — до т.ч.) підполковник Єршов Павло Юрійович.

## Втрати
Із відкритих джерел відомо імена щонайменш 25 загиблих військовослужбовців бригади у російсько-українській війні.

## Озброєння
На озброєнні бригади знаходяться:
- 40 Т-72БМ;
- 1 Т-72БК;
- 130 БТР-82АМ;
- 10 БТР-80;
- 15[41] або 33 МТ-ЛБ;
- 4 БРДМ-2;
- 18 2Б14 «Піднос»;
- 24[41] або 18 2Б9 «Васильок»;
- 12 БМ ЗРК 9А33БМ2 «Оса»;
- 6 «Стріла-10»;
- 6 ЗПРК «Тунгуска»;
- 27 ПЗРК «Голка».